# La preghiera per Iside
La preghiera per Iside (in spagnolo: Oración a Isis; in inglese: Mystic Blessings o Prayer to Isis) è un dipinto del pittore spagnolo Luis Ricardo Falero, realizzato nel 1883. L'opera oggi si trova a Leicester, in Regno Unito.

## Descrizione
Il dipinto è ambientato nell'antico Egitto e raffigura una sacerdotessa egizia che suona un’arpa, intenta a rivolgere una preghiera alla dea Iside, accompagnata da una bambina che regge due sistri. Entrambi i personaggi sono nudi e si trovano sul tetto di un edificio. La sacerdotessa si trova sopra a un basamento a lato di una scalinata che presenta dei geroglifici. Sullo sfondo si notano gli edifici di una città egizia e un cielo al crepuscolo.
Il quadro appartiene alla corrente pittorica dell'orientalismo, che andava molto di moda nella seconda metà dell'Ottocento. Infatti, Luis Ricardo Falero era un artista noto per i suoi soggetti femminili, spesso in stato di nudità, e per i temi esoterici o orientalisti.